# Agave macroacantha
Classification phylogénétique
Espèce
Agave macroacantha est une espèce d'agave originaire du Mexique.
- Cet agave mesure de 40 à 60 cm.
- Il est assez rare.
- Il a une magnifique couleur bleu vert foncé s'il est bien exposé au soleil direct.
- Il supporte de basses températures -7.